# Средњи Полој
Средњи Полој је насељено мјесто у општини Бариловић, на Кордуну, у Карловачкој жупанији, Република Хрватска.

## Историја
Средњи Полој се од распада Југославије до августа 1995. године налазио у Републици Српској Крајини. До територијалне реорганизације у Хрватској насеље се налазило у саставу бивше општине Дуга Реса.

## Становништво
Према попису становништва из 2011. године, насеље Средњи Полој је имало 12 становника.
| Националност       | 1991. | 1981. | 1971. | 1961. |
| Срби               | 47    | 74    | 82    | 105   |
| Југословени        |       | 3     |       |       |
| Хрвати             |       | 1     |       |       |
| остали и непознато |       |       | 2     |       |
| Укупно             | 47    | 78    | 84    | 105   |

| Демографија | Демографија | Демографија |
| Година      | Становника  | Становника  |
| ----------- | ----------- | ----------- |
| 1961.       | 105         |             |
| 1971.       | 84          |             |
| 1981.       | 78          |             |
| 1991.       | 47          |             |
| 2001.       | 14          |             |
| 2011.       |             | 12          |